# Dinamo-Stadion (Machatschkala)
Das Dinamo-Stadion (russisch Центральный Махачкалинский Стадион «Динамо») ist ein Fußballstadion in der russischen Stadt Machatschkala der Republik Dagestan. Der Fußballverein Dynamo Machatschkala (Russische Amateur-Fußballliga) tritt im Stadion zu seinen Spielen an. Zudem trug Anschi Machatschkala (Premjer-Liga) von 1991 bis 2003 und von 2006 bis März 2013 seine Heimspiele im Dinamo-Stadion aus. Die Spielstätte flankieren die beiden Längstribünen im Norden und Süden. Der Osten besitzt noch eine weitläufige Kurve gegenüber der doppelstöckigen und unüberdachten Tribüne im Westen. Sie liegt direkt hinter dem Tor. Derzeit fasst die Arena 15.200 Zuschauer.

## Geschichte
Das Dinamo-Stadion wurde im Jahr 1927 gebaut und am 31. Mai eröffnet. In seiner Geschichte wurde das Stadion mehrmals umgebaut und renoviert; so erhielt es u. a. 1963 eine Überdachung. Dynamo spielte bis 2006 in der zweitklassigen 1. Fußball-Division. Nachdem man die Saison mit den 16. Tabellenplatz abschloss; erhielt der Verein keine Profilizenz und musste in die Russische Amateur-Fußballliga absteigen. Nachdem der FC Anschi im Jahr 1999 in die Premjer-Liga aufstieg; wurde das Stadion renoviert, um den Anforderungen der Liga zu entsprechen. Es wurden u. a. Kunststoffsitze installiert, die Westtribüne erweitert, eine Rasenheizung verlegt und eine elektronische Anzeigetafel aufgestellt. In den Jahren 2010 und 2011 folgten weitere Arbeiten am Stadion.